# Kolová dolina

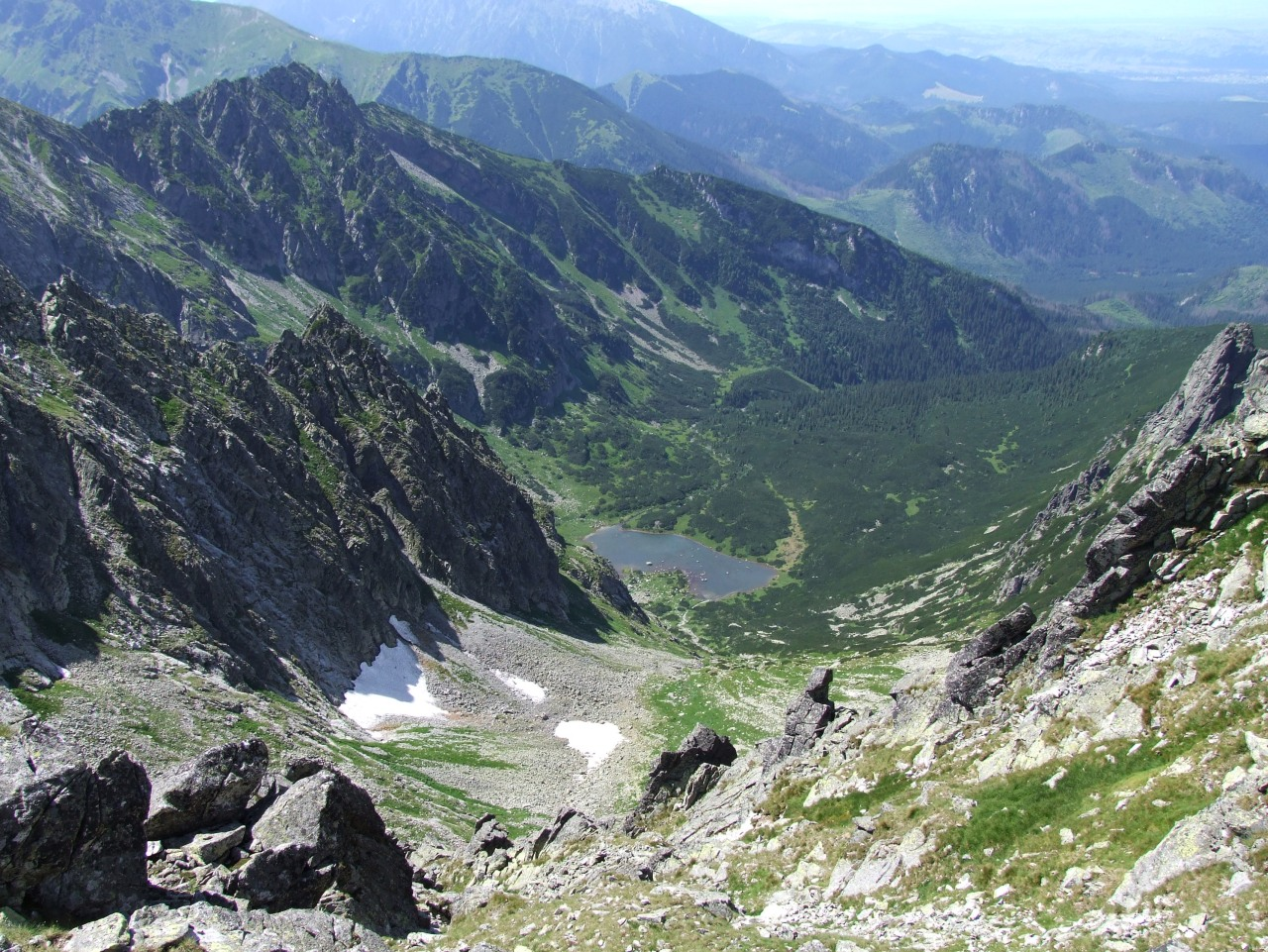
Kolová dolina, Vysoké Tatry

Kolová dolina (polsky Dolina Kołowa, německy Pflockseetal, ale také Rundseetal, maďarsky Karótavi-völgy, ale také Kereketavi-völgy) je boční výběžek Javorové doliny, přesněji Zadních Měďodolů ve Vysokých Tatrách. Od ústí Kolového potoka po úpatí Kolového štítu je dlouhá přibližně 2,5 km, ohraničená Jahnencami, úsekem hlavního hřebene Vysokých Tater od Jahňacího štítu po Kolový štít.

## Název
Název přešel na údolí z Kolového plesa, které si ho vysloužilo svým okrouhlým tvarem. Tento smysl jména správněji vystihuje starší forma názvu Dolina Kolového plesa (Janoška, Šimko aj.), která je v souladu s poměrně vzácnými cizojazyčnými pojmenování Rundseetal a Kereketavi völgy. Častěji se však v němčině a v maďarštině objevují názvy vytvořené ze slovenského kmene: kolove-Tal, kolove-völgy a výrazně převládají Pflockseetal, Karótavi katlan. Jejich tvůrci se nesprávně domnívali, že základem slovenského názvu je kůl (a ne kolo) a proto ho nesmyslně přeložili jako „kolíkové pleso“.